# La Plaine, Dominica
La Plaine este un oraș din Dominica.